# Bertie Donnelly
Albert J. "Bertie" Donnelly (1894 — 16 de novembro de 1977) Foi um ciclista de pista irlandês que competiu no ciclismo nos Jogos Olímpicos de Verão de 1928 representando a Irlanda.